# Trnjanski Kuti
Trnjanski Kuti is een plaats in de gemeente Oprisavci in de Kroatische provincie Brod-Posavina. De plaats telt 339 inwoners (2001).